# Хромотроповая кислота
Хромотро́повая кислота (4,5-дигидрокси-2,7-нафталиндисульфоновая кислота) — органическое химическое вещество, относящееся к классам сульфокислот и фенолов. Динатриевая соль хромотроповой кислоты (также называемая «хромотроп»), обычно поставляемая в виде дигидрата − реагент в аналитической химии.

## Получение
Хромотроповая кислота может быть получена из нафталина сульфированием его до 1,3,6-нафталинтрисульфокислоты, нитрованием последней, восстановлением нитрогруппы до аминогруппы железом в кислой среде и, наконец, нагреванием в автоклаве с 40-50 % водным раствором щелочи, в соответствии со схемой:
Растворы хромотроповой кислоты темнеют при хранении на воздухе. 3,6-Дихлорхромотроповая кислота более устойчива к окислению.

## Применение

### Определение формальдегида
Хромотроповая кислота используется в качестве селективного реагента для определения формальдегида, реакция с которым в присутствии серной кислоты в концентрации не менее 72 % приводит к образованию красно-фиолетового окрашивания. Предел обнаружения: 0,02 мкг формальдегида. Количественное определение во многих случаях может быть проведено колориметрически.
Использование этой реакции позволяет определять формальдегид во многих объектах: тканях, алкогольных напитках, почве, сточных водах и т. п. Без изменения объёма пробы можно определить от 0,06 до 1,2 мг формальдегида в 1 л воды.
Определению формальдегида в концентрациях от 1 до 10 мг/л мешает фенол (10 мг/л и выше). Ацетальдегид мешает своей окраской только в концентрациях порядка граммов в 1 л. Остальные альдегиды определению не мешают.
Точная структура продукта взаимодействия хромотроповой кислоты с формальдегидом неизвестна, в кристаллическом виде он получен не был. Несмотря на то, что в большинстве источников приводится недоказанная структура II, наиболее вероятной в настоящее время считается ксантилиевая структура I.

### Определение металлов
Натриевая соль хромотроповой кислоты является ценным реагентом в аналитической химии и используется для количественного определения некоторых металлов. Особенно часто рекомендуется как реагент для определения титана (IV), железа (III) и ниобия (V).  Так, с Ti (IV) хромотроповая кислота образует водорастворимые коричнево-красные комплексные соединения, состав и окраска которых зависит от кислотности среды, по причине чего определение титана обычно проводят с использованием буферных растворов. Железо (III) мешает определению, поскольку образует с хромотроповой кислотой окрашенные в зелёный цвет комплексные соединения.

## Использование в синтезе
Хромотроповая кислота, являясь фенолом, может участвовать в реакции азосочетания в качестве азокомпоненты. Образующиеся в результате таких реакций соединения составляют важный класс азокрасителей − хромотропы − и широко используются в промышленности.
| Хромотропы                     |                      |                       |                        |                         |
| Название                       | Хромотроп 2R         | Хромотроп 2B          | Хромотроп 6B           | Хромотроп 10B           |
| Структурная формула            | Хромотроп 2R         | Хромотроп 2B          | Хромотроп 6B           | Хромотроп 10B           |
| Оттенок                        | Красный              | Сине-красный          | Фиолетово-красный      | Красно-фиолетовый       |
| CAS номер                      | 4197-07-3            | 548-80-1              | 4197-09-5              | 5850-63-5               |
| PubChem                        | PubChem 20172        | PubChem 68360         | PubChem 160740         | PubChem 135870601       |
| Номер С.I.                     | C.I. 16570           | C.I. 16575            | C.I. 16600             | C.I. 16640              |
| Название в каталоге красителей | Кислотный красный 29 | Кислотный красный 176 | Кислотный фиолетовый 6 | Кислотный фиолетовый 13 |
| Брутто-формула                 | C16H10N2Na2O8S2      | C16H9N3Na2O10S2       | C20H16N4Na2O9S2        | C20H12N2Na2O8S2         |
| Молярная масса                 | 468,37 г·моль−1      | 513,37 г·моль−1       | 566,47 г·моль−1        | 518,43 г·моль−1         |

Хромотроповая кислота также является родоначальником целого ряда важных аналитических реагентов: арсеназо I, арсеназо III, сульфоназо III (Ортаниловый СО), карбоксиарсеназо.